# Más negro que la noche
Más negro que la noche es una pel·lícula de thriller de terror mexicana de 1975 escrita i dirigida per Carlos Enrique Taboada, creador d'altres pel·lícules similars com: Hasta el viento tiene miedo, El libro de piedra i Veneno para las hadas. Fou protagonitzada per Claudia Islas, Susana Dosamantes, Helena Rojo i Lucía Méndez.

## Argument
Després de la mort de la tia Susana, la seva neboda Ofelia es converteix en hereva de la vella casa amb la condició de cuidar la mascota de la tia, Becker un gat negre; Ofelia es muda a la casa al costat de les seves amigues Aurora, Pilar i Marta. Dies després el gat apareix misteriosament mort en el soterrani i coses estranyes comencen a succeir a la casa.

## Repartiment
- Claudia Islas.... Ofelia
- Susana Dosamantes.... Aurora
- Helena Rojo.... Pilar
- Lucía Méndez.... Marta
- Julián Pastor.... Pedro
- Alicia Palacios.... Sofía
- Pedro Armendáriz Jr..... Roberto
- Tamara Garina.... Tía Susana
- Enrique Pontón.... Abogado

## Estrena i recepció
La pel·lícula fou estrenada a Mèxic el 25 de desembre de 1975 i fou reestrenada a finals de la dècada 1970 als països anglosaxons com Blacker Than the Night. En 2014 es va realitzar una versió homònima, que va ser la primera pel·lícula mexicana realitzada en 3D.
En la XVIII edició dels Premis Ariel va guanyar el premi a la millor banda sonora.